# 凯拉洪区

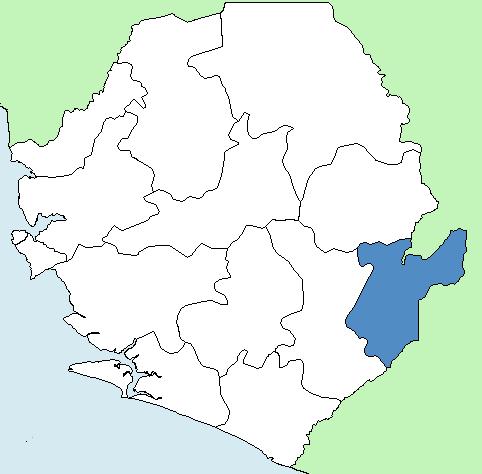
凯拉洪区

凯拉洪区（英文：Kailahun District）是塞拉利昂16区之一，首府凯拉洪。凯拉洪区位於東方省。根據2015 年人口普查，凯拉洪区的人口为525,372。凯拉洪区西部与凯内马区接壤，北部与科诺区接壤，东部与利比里亚共和国接壤，北部与几内亚共和国接壤。